# Eryk Magnusson

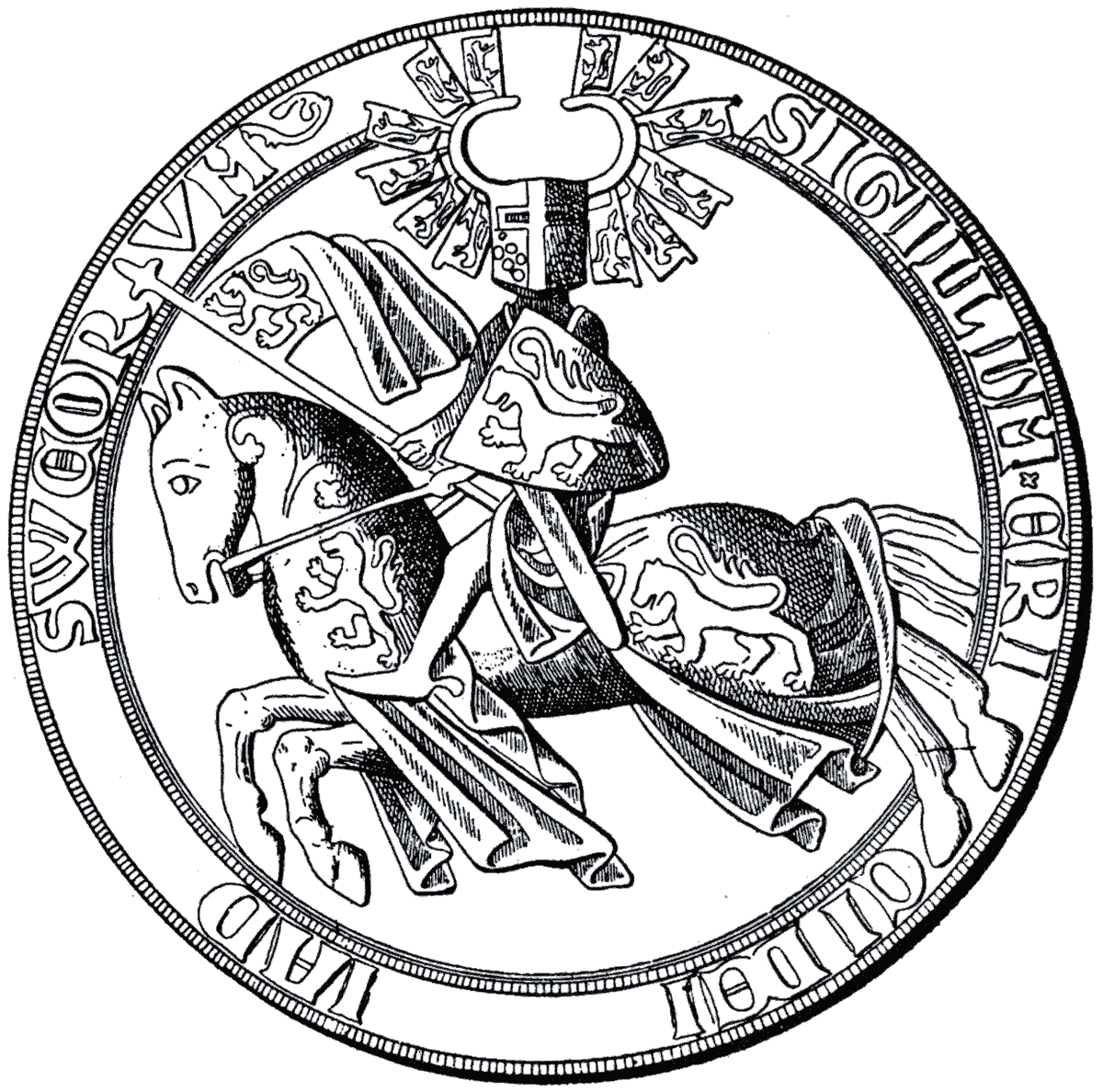
Pieczęć Eryka Magnussona

Eryk Magnusson (ur. ok. 1282, zm. w lutym 1318 w Nyköping) – książę szwedzki z dynastii Folkungów.

## Życiorys
Eryk był synem króla szwedzkiego Magnusa I Ladulåsa i Helvig (szw. Helvig av Holstein), córki hrabiego Holsztynu Gerarda I. Ojciec zmarł w 1290 r., gdy Eryk był jeszcze dzieckiem – następcą Magnusa został wówczas starszy niewiele od Eryka brat Birger, a Eryk otrzymał tytuł księcia Szwecji. Rządy w Szwecji w imieniu małoletniego Birgera i opiekę nad trzema królewskimi synami (oprócz Birgera i Eryka był jeszcze najmłodszy z nich Waldemar) sprawował Torgils Knutsson. 
W 1302 roku Birger został koronowany na króla Szwecji, młodsi bracia otrzymali zaś swoje udziały terytorialne (Eryk – Sudermanię). Eryk został wówczas zaręczony z Ingeborgą, jedynym dzieckiem króla norweskiego Haakona V. Wkrótce rozpoczęła się zażarta rywalizacja między braćmi – Eryk i współdziałający z nim Waldemar wystąpili przeciwko Birgerowi. W trakcie konfliktu młodsi bracia na pewien czas musieli opuścić kraj, Eryk pozyskał jednak dobra w innych państwa skandynawskich. Po pewnym czasie Eryk zdołał przekonać Birgera do zjednoczenia sił w celu pozbycia się Torgilsa Knutssona, który został aresztowany w grudniu 1305 i ścięty w lutym 1306 roku. Wkrótce potem Eryk i Waldemar zwrócili się ponownie przeciwko Birgerowi i uwięzili króla i jego żonę. Konflikt ogarnął całą Skandynawię – po stronie króla opowiedział się jego szwagier król duński Eryk Menved, zaś młodszych braci wsparli król norweski Haakon V i próbujący pozbawić tronu króla duńskiego jego brat Krzysztof. Po pewnym czasie poparcie Haakona dla Eryka i Waldemara zaczęło słabnąć, wobec czego Eryk zerwał zaręczyny z jego córką Ingeborgą. Młodsi bracia musieli jednak zwolnić z niewoli Birgera, który wystąpił przeciwko nim mając poparcie zarówno Danii, jak i Norwegii. W tej sytuacji Eryk zaatakował Norwegię, a w 1310 roku porozumiał się na powrót z Haakonem obiecując mu nabytki terytorialne i ponownie zaręczając się z Ingeborgą. 
W tym samym roku doszło do porozumienia między braćmi i faktycznego podziału Szwecji – obaj młodsi bracia otrzymali dzielnice, w których sprawowali w praktyce samodzielne rządy (dzielnice miały być dziedziczne, a zwierzchność królewska jedynie formalna); włości Eryka znajdowały się na zachodzie, przy granicach z Danią i Norwegią. W 1312 roku Eryk poślubił córkę króla norweskiego, a w 1316 roku urodził mu się syn, Magnus (rok później doczekał się także córki Eufemii, późniejszej żony księcia meklemburskiego Albrechta II). Młody syn Eryka i Ingeborgi był dziedzicem króla norweskiego, który nie miał synów. To jeszcze bardziej skomplikowało sytuację i zaniepokoiło Birgera, który chwycił się środków ostatecznych. 10 grudnia 1317 roku obaj młodsi bracia przybyli na zaproszenie królewskie do Nyköping. Birger zorganizował uroczystą ucztę pojednania, a po jej zakończeniu uwięził swych braci i zagłodził ich na śmierć. Wedle legendy Birger miał wyrzucić klucz do lochu do fosy.
Uczynek Birgera wywołał kolejną wojnę domową w Szwecji. Król został zmuszony do ucieczki z kraju (zmarł w Danii w 1321 roku), jego syn zabity, a na nowego władcę Szwecji w 1319 roku obrano kilkuletniego zaledwie syna Eryka, Magnusa II (który już wcześniej w tym samym roku odziedziczył także tron norweski jako spadkobierca Haakona V).